# داود حسنی
داود حسنی (انگلیسی: Dawood Hosni; ۱ ژانویهٔ ۱۸۷۰ – ۱ ژانویهٔ ۱۹۳۷) خواننده، و آهنگساز یهودی‌تبار اهل مصر بود.